# Río Tapoa

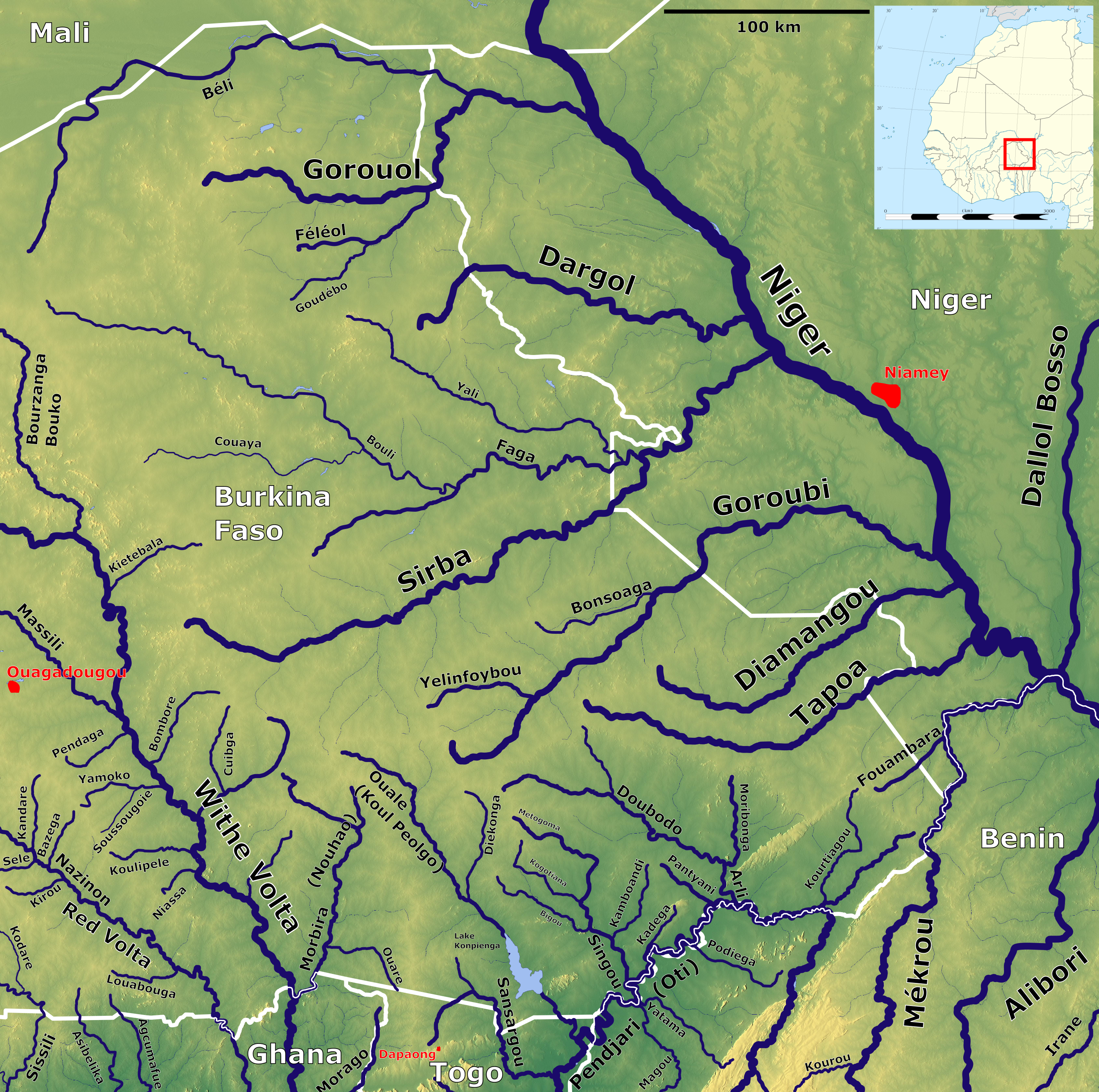
Mapa de Burkina Faso con el Tapoa (a la derecha).

El río Tapoa es un afluente del río Níger. Fluye a través de la provincia de Tapoa en Burkina Faso y forma una pequeña parte de la frontera internacional entre este último país y Níger, después de lo cual desemboca en el río Níger en el suroeste de Níger.
El río Tapoa forma el límite entre la Reserva Total de Tamou (al norte) y el parque nacional W de Níger (al sur).
En las orillas del río se llevan a cabo actividades de caza furtiva y pesca ilegal.